# Stazione di Diamante-Buonvicino
Stazione di Diamante-Buonvicino vasútállomás Olaszországban, Diamante településen.

## Vasútvonalak
Az állomást az alábbi vasútvonalak érintik:
- Battipaglia–Reggio di Calabria-vasútvonal

## Kapcsolódó állomások
A vasútállomáshoz az alábbi állomások vannak a legközelebb:
- Stazione di Belvedere Marittimo
- Stazione di Grisolia-Santa Maria